# 陳與義
陳與義（1090年—1138年），字去非，號簡齋，洛陽（今屬河南）人，宋代詩人。

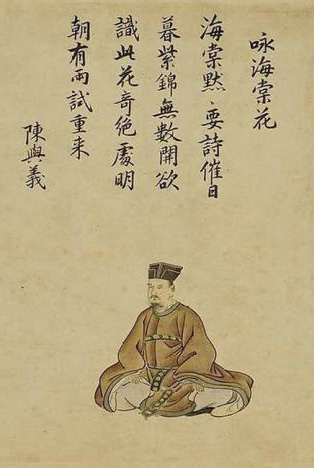
日本畫家狩野常信所畫的陳與義

## 生平
陈与义于元祐五年庚午六月（1090年）生于洛阳。其曾祖父陈希亮本京兆（长安）人，凤翔知府，曾为苏轼年轻时的上司，两人多有争执。祖父陈恂，大理寺丞。父佚名，曾游宦江南。母张氏，为张士逊之孙女。崇宁三年（1104年）十五岁时游历杭州。翌年，向崔鶠请教作诗的要理。崔鶠说：“天下书虽不可不读，然慎不可有意于用事“。至崇宁五年（1106年）十七岁时已在太学就读。当时京城富人姜浩招揽太学生为家庭教师，陈与义尝到他家阅览珍稀的书籍。
徽宗政和三年（1113年）甲科進士，为上舍生及第，授文林郎。八月，授開德府教授，与刘路、刘长言、吕钦问交游，皆元祐党人的后裔。政和六年（1116年）八月，解职回京。当时蔡京、童贯、梁师成把持朝政，陈与义对此不满。至政和八年年末为止，与义一直赋闲。是年十一月，除辟雍录。宣和二年丁忧，居汝州，知州葛胜仲很欣赏陈与义，便把他介绍给了陈恬、富直柔等人。宣和四年（1122年）夏七月，擢太學博士。徽宗皇帝见到其所写的《墨梅》诗，大加赏叹，遂蒙召见，擢著作佐郎。宣和六年（1124年）闰三月，除司勋员外郎，升为符宝郎。不久因宰相王黼被罢免，陈与义因是其党而遭牵连，贬为监陈留酒税。遂出京赴陈留任。靖康元年（1126年）金人南下，陈与义又正值父丧，遂离开陈留。
宋室南渡後，避亂於襄漢。建炎元年（1127年），与富直柔、孙确旅居邓州。二年，与义前往房州，遇上金军，遂逃往南山避难，与孙确、夏珙、张嵲一同。到了夏天，与义离开房州，前往均州，遂权摄知均州事。不久抵达岳州。建炎三年，夏四月，权摄知郢州事。五月，盗贼贵仲正作乱，攻陷岳州，陈与义避难逃往洞庭。不久，贵仲正投降官军，于是与义复还岳州。下半年，陈与义再度出发南行，过湘潭至衡山。建炎四年（1130年），自邵州抵达贞牟，居紫阳山。五月，召爲兵部員外郎，自湖南出发至广州，过大庾岭、罗浮山至漳州。北上入浙江，过雁荡山、台州。紹興元年（1131年）夏，抵达会稽行在所。绍兴二年，跟随高宗至临安。夏四月壬午，遷中書舍人兼掌内制。秋七月，兼侍讲。八月辛亥，兼权起居郎。十一月，陈与义上疏论人材，请求探访拔擢散落在各地的士大夫。绍兴三年（1133）春正月，为尚书吏部侍郎兼侍讲。几年以来，陈与义因疾病困扰而放下了写诗的文笔。或有认为是陈与义遭到了上司的压抑。绍兴四年二月，改礼部侍郎兼侍讲兼权直学士院。原因是陈与义认为吏部工作繁忙，自己患病，请求改任至不那么繁剧的职位。紹興五年（1135年），召爲給事中，六月丁巳，陈与义称病，要求退休，于是被授予显谟阁直学士提举江州太平观的待遇。陈与义遂在桐乡青镇安居下来，住在当地寿圣院塔下，命名自己的居所为“南轩”。自此年秋开始，重新提笔作诗。紹興六年（1136年），拜翰林學士、知制誥。紹興七年（1137年），除左中大夫、參知政事，跟随高宗行幸建康，撰写徽宗皇帝谥册文。紹興八年（1138年），以資政殿學士知湖州，因病请退，提举临安府洞宵宫，旋病卒。有《簡齋集》三十卷、《無住詞》一卷傳世。《宋史》卷四四五有傳。绝笔诗为“人间跌宕简斋老，天下风流月桂花。”墓葬在湖州归安县广德乡上强里之岩山。

## 文学创作
陈与义是南北宋之交的著名诗人，也可以说是这一时期重要诗人之一。以靖康之难为界，其创作可分为前后两期。 
前期诗风明快清丽，多表现自己的生活情趣。如《和张规臣水墨梅五绝》：“巧画无盐丑不除，此花风韵更清姝。从教变白能为黑，桃李依然是仆奴。”称赏梅花清淑高洁，以俗艳的桃李为反衬，表现反尘俗厌污浊的超拔诗情。其馀如“微波喜摇人，小立待其定”（《夏日集葆真池上》），“朝来庭树有鸣禽，红绿扶春上远林。忽有好诗生眼底，安排句法已难寻”（《春日二首》），这些代表前期诗风的流连光景之作，令同时代的诗人为之倾倒。
靖康之难发生后，对经历过“安史之乱”的杜甫产生了共鸣，从而对之推崇爱重，诗风也一变而为沉郁。陈与义逃难途中曾称“但恨平生意，轻了少陵诗”（《避虏入南山》），可以看出他对杜甫态度的转变。其后期诗作如《伤春》：“庙堂无策可平戎，坐使甘泉照夕峰。初怪上都闻战马，岂知穷海看飞龙。孤臣霜发三千丈，每岁烟花一万重。稍喜长沙向延阁，疲兵敢犯犬羊锋。”谴责朝廷大臣懦弱误国，对坚决抗金的人士予以歌颂，雄浑沉郁，融裁贴切，历来被公认为学杜甫诗最切之作。是以四库馆臣称其“汴京板蕩以後，感時撫事，慷慨激越，寄跡遙深，乃往往突過古人”，对他后期的创作给予了相当高的评价。
纪昀在《瀛奎律髓》的批评中认为：“简斋诗格高于宋人，措语亦修整而不甜，结句稍弱。”